# April 2007
| April 2007 |
| Månader under 2007: Januari · Februari · Mars · April · Maj · Juni · Juli · Augusti · September · Oktober · November · December ← December 2006 · Januari 2008 → |

- 1 april: Antalet tranor vid Hornborgasjön slår rekord då man räknar 13 900 fåglar. Det gamla rekordet på 12 700 uppnåddes den 5 april 2004.[1]
- 2 april:
  - En kraftig jordbävning följd av en tsunami drabbar Salomonöarna.
  - Sveriges Radio startar nya radiostationen SR Metropol 93,8 i Stockholm.
- 5 april: Den svenska författaren Maria Gripe avlider. (5 april)
- 6 april: Fartyget M/S Sea Diamond (känt som M/S Freja i SVT:s TV-serie Rederiet) sjunker efter att ha gått på grund utanför Greklands kust.
- 7 april: Den ungersk-amerikanske datormiljardären Charles Simonyi blir den femte rymdturisten.
- 11 april: Travis Barman vid Lowell Observatory meddelar att planeten HD 209458 b har en atmosfär som innehåller vattenånga. Undersökningen av hypotesen fortsätter dock.
- 14 april: Modo Hockey blir svenska mästare i ishockey. (14 april)
- 16 april: Minst 33 personer dödas när en student skjuter vilt vid universitetet Virginia Tech i Blacksburg, Virginia, USA.

- 17 april: Finlands nya regeringssammansättning blir klar. (17 april)
- 18 april: UEFA beslutar att Europamästerskapet i fotboll 2012 för herrar ska spelas i Polen och Ukraina.
- 22 april: Första omgången av franska presidentvalet hålls. Borgerliga Nicolas Sarkozy och socialisten Ségolène Royal går vidare till en andra omgång.
- 23 april:
  - Rysslands förre president Boris Jeltsin avlider. (23 april)
  - Folkpartiets partiledare Lars Leijonborg meddelar att han avgår vid landsmötet i september.
- 24 april: Astronomer tillkännager upptäckten av den jordlika exoplaneten Gliese 581 c, kretsande kring den röda dvärgstjärnan Gliese 581. Den kan innehålla vatten, och är eventuellt beboelig.
- 27 april: Kravaller bryter ut i Tallinn i Estland efter att de estländska myndigheterna flyttat på en omtvistad bronsstaty.

### Fotnoter
1. ↑  Göran Sjögren, Bertil Åkesson (TT) (1 april 2007). ”Tranrekord vid Hornborgasjön”. Dagens nyheter. http://www.dn.se/nyheter/sverige/tranrekord-vid-hornborgasjon-1/. Läst 11 september 2016.